# Piet van der Kruk
Pieter (Piet) van der Kruk (Delft, 13 augustus 1941 – aldaar, 4 juni 2020) was een Nederlandse gewichtheffer en kogelstoter, die zijn grootste successen heeft gekend in de periode 1960-1969. Hij werd vijfmaal Nederlands kampioen gewichtheffen en viermaal Nederlands kampioen kogelstoten. Bekendheid verwierf hij vooral door zijn deelname als gewichtheffer aan de Olympische Spelen van Mexico-Stad in 1968. Daar behaalde hij een negende plaats in de zwaargewichtklasse.

## Biografie

### Eerste jaren
In zijn jeugd deed Van der Kruk aan turnen bij de Christelijke Gymnastiek Vereniging Excelsior in Delft. Op veertienjarige leeftijd ontdekte hij zijn kracht en stapte hij over naar de Delftse Krachtsportvereniging Sandow. Daar ging hij gewichtheffen en Grieks-Romeins worstelen. Twee keer werd hij jeugdkampioen van Nederland bij het gewichtheffen en één keer bij het worstelen. Enkele jaren later, als zestienjarige, werd hij bovendien lid van de Delftse Atletiekvereniging AV '40. Hier legde hij zich toe op de werpnummers kogelstoten en discuswerpen. Ook in deze tak van sport, op kogelstoten, veroverde hij twee nationale jeugdtitels.

### Carrière als gewichtheffer
Van der Kruk kwam reeds als kind in aanraking met gewichtheffen. Zijn vader, een vroegere gewichtheffer, nam hem namelijk al op jonge leeftijd mee naar wedstrijden. Zo was hij in 1949 toeschouwer bij de wereldkampioenschappen gewichtheffen in het Circusgebouw in Scheveningen.

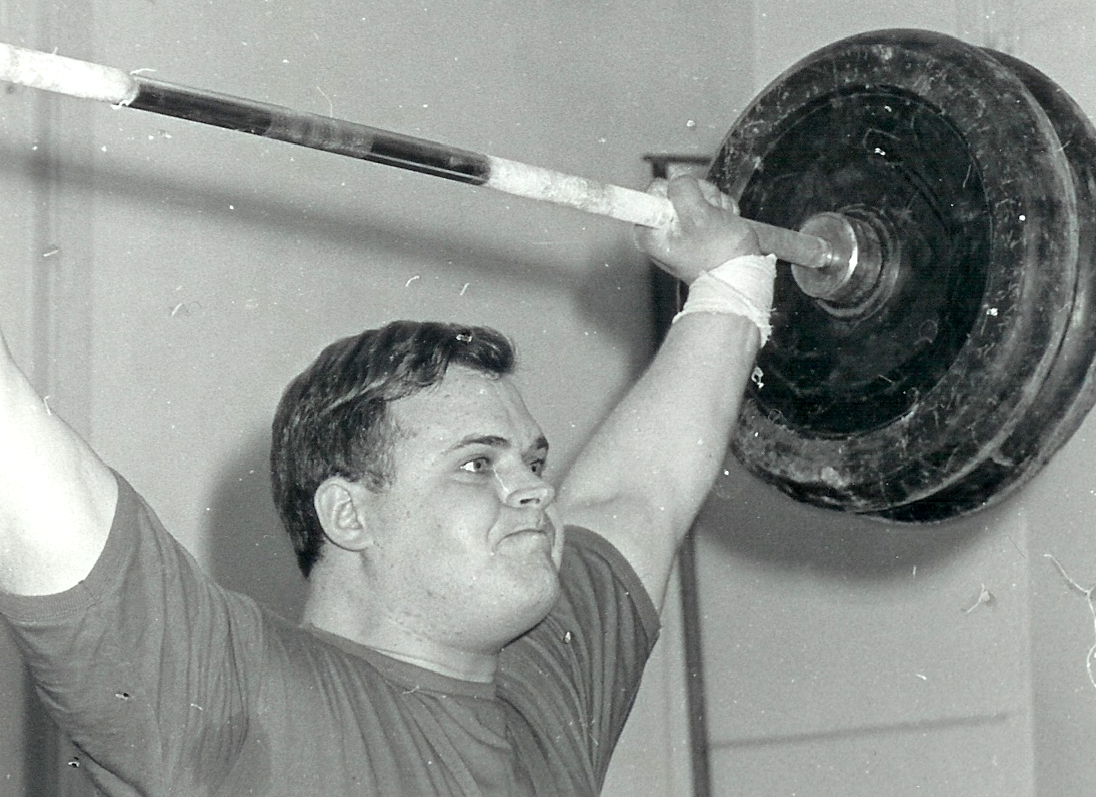
Piet van der Kruk, de gewichtheffer

Zijn eerste wedstrijd tilde Van der Kruk op 29 januari 1956, zijn laatste op 16 maart 1969. In 1957 en 1958 werd hij jeugdkampioen van Nederland in het zwaargewicht. Vervolgens veroverde hij vijfmaal de nationale titel in deze klasse bij de senioren. Tussen 1964 en 1969 verbeterde hij in het zwaargewicht 32 keer een Nederlands record. Toen hij stopte waren de Nederlandse records op zijn naam: drukken 168 kg, trekken 143 kg, stoten 187,5 kg en totaal 487,5 kg. Tussen 1956 en 1969 tilde Van der Kruk als gewichtheffer 96 wedstrijden, waarvan 9 landenwedstrijden.
Zijn militaire dienstplicht vervulde Van der Kruk van 1961 tot 1963 bij de Koninklijke Marine. Hij kreeg daar voldoende faciliteiten om aan zijn conditie te werken en om kogel te stoten. Mogelijkheden voor krachttraining waren er niet. Zijn ontwikkeling als gewichtheffer stond daardoor twee jaar stil. Na vervulling van zijn dienstplicht werd hij in 1963 lid van de Haagse Krachtsportvereniging Simson-KDO. Hier vond hij in de persoon van Kees Koolhoven zijn juiste trainingsmaat en maakte hij grote voortgang.
Op de Olympische Spelen van 1968 in Mexico werd Van der Kruk bij het gewichtheffen in de klasse zwaargewicht negende, met een totaal van 487,5 kg (drukken 160,0 kg; trekken 140,0 kg; stoten 187,5 kg). Zelf woog hij toen 127,5 kg.
Nadat hij gestopt was als gewichtheffer werd Van der Kruk bondscoach van de nationale gewichthefselectie en begeleidde hij tussen 1975 en 1992 vertegenwoordigende teams naar vele internationale wedstrijden.

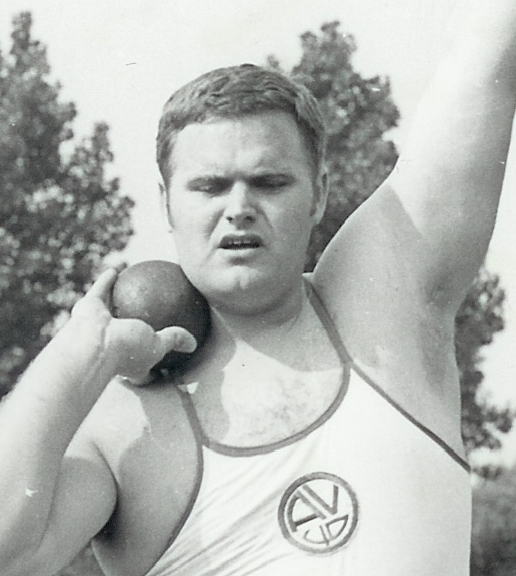
Piet van der Kruk, de kogelstoter

### Atletiekloopbaan
Van der Kruk kwam in 1956 in aanraking met atletiek. Dat gebeurde tijdens een tocht met zijn vrienden door de polders rond Delft. AV’40 had een trainingsveld aan de rand van de stad. Vanuit de polder kwam hij letterlijk via de achterdeur bij deze atletiekaccommodatie terecht. Van der Kruk en zijn vrienden werden door de trainende atleten uitgenodigd om mee te trainen.
Al gauw bleken de werpnummers hem beter te liggen dan lopen en springen. Hij begon deel te nemen aan wedstrijden en stak vrijwel direct met kop en schouders boven zijn leeftijdsgenoten uit.
In 1957 en 1958 werd Van der Kruk jeugdkampioen van Nederland. Ook verbeterde hij het Nederlandse jeugdrecord: op 28 augustus 1960 bracht hij dit tijdens een landenwedstrijd in Den Haag tegen de jeugd van Duitsland met de 6 kg-kogel op 16,07 m. Van 1959 tot 1961 nam hij zes keer deel aan een jeugdlandenwedstrijd.
In 1959 werd Van der Kruk door de Rotterdamse discuswerper Cees Koch uitgenodigd om samen met hem te komen trainen. De atletiekaccommodatie aan het Lange Pad in Rotterdam en het Kralingse Bos werden hun trainingsterrein. Het koppel trainde en stimuleerde elkaar tot ver in de jaren zestig, slechts onderbroken door de militaire dienst van Van der Kruk (1961-1963). In die periode trainde hij in Den Helder met de discuswerper Gerard Verhalle, toen korporaal/sportinstructeur bij de Mariniers. Veel later zou Verhalle teammanager worden van het Nederlandse volleybalteam.
Tussen 1959 en 1970 nam Van der Kruk als kogelstoter deel aan 34 interlandwedstrijden en veroverde hij vier nationale titels. Tijdens een vierlandenwedstrijd in 1967 in het Østerbro Stadion in Kopenhagen verbeterde hij het Nederlandse record kogelstoten. Hij bracht het op 17,09 m en stootte daarmee als eerste Nederlander verder dan 17 m. Het record stond negen jaar op zijn naam.

### Autodidact
Piet van der Kruk trainde zichzelf, een eigen atletiektrainer heeft hij nooit gehad. Voor technische aanwijzingen liet hij zich graag adviseren door Jan de Lange, een aan het CIOS afgestudeerd sportleraar. Deze was ook lid bij AV '40 in Delft en hielp daar diverse atleten, omdat er bij deze vereniging destijds geen deskundige instructeurs rondliepen. Zo ook adviseerde hij tevens Ria Stalman om te gaan discuswerpen en werd deze binnen een maand Ned. juniorkampioene op dit nummer. Vooral bij problemen met de timing en uitstoot wist deze hem vaak met twee of drie aanwijzingen 60 tot 80 cm verder te laten stoten. Door te kijken, te luisteren en te lezen maakte hij zich de kogelstoottechniek eigen. Heel veel werd tijdens de trainingen uitgeprobeerd. "Als kogelstoter heb ik wel deel mogen nemen aan de zogenaamde Centrale Trainingen van de KNAU. De KNAU liet een bekende, vrijwel altijd Duitse trainer voor een weekend over komen en liet die los op de vaderlandse top. Zo heb ik een aantal jaren winterse weekendtrainingen gehad in een klein groepje met Cees Koch en Eef Kamerbeek. Meestal werpen in Den Haag op de A-baan aan de Laan van Poot. In de duinen en op het strand werden we fysiek afgeknepen."
Van krachttrainingen moest de KNAU in die tijd nog helemaal niets hebben. Sportscholen met halters en andere hulpmiddelen had je toen nog niet. Van der Kruk en Koch fabriceerden hun halters zelf. "Cees zorgde voor hout waarvan we zelf onze hulpmiddelen (bankjes, blokken, etc.) maakten. Cees had met zijn vader en broer een rijwielgroothandel, de fietsen werden in houten kratten afgeleverd. Had na gebruik geen waarde meer, dat hout gebruikten wij. Ja, ja, dat waren nog eens tijden."
Bij het gewichtheffen was het eigenlijk niet anders. "Je keek van oudere gewichtheffers af hoe het moest. Van trainingsschema’s had in Nederland nog nooit iemand gehoord. Ik was de eerste gewichtheffer in Nederland die systematisch ging trainen. Gebruikte daar het handboek van de Russische coach Vorobiev voor. Later heb ik nog een aantal keren enkele weken doorgebracht in het trainingskamp van de Duitse gewichthefbond. Een uitzonderlijk privilege dat men mij als eenling uit Nederland wel gunde."

### Sportbestuurder
Na zijn actieve sportloopbaan vervulde Van der Kruk vele bestuurlijke functies. Een greep hieruit:
- Bestuurslid van de Koninklijke Nederlandsche Krachtsport Bond. Van 1975 tot 1993 vervulde hij diverse functies, waaronder gedurende tien jaar het voorzitterschap.
- Van 1983 tot 1988 bestuurslid van de Nederlandse Sportfederatie, verantwoordelijk voor de portefeuilles Sportgezondheid en Sportaccommodaties.
- Medeoprichter en bestuurslid van de Stichting Verenigingshallenplan. Van 1985 tot 2000 was hij secretaris/penningmeester.
- Van 1985 – 1989 bestuurslid van het Nationaal Instituut voor de Sportgezondheidszorg.
- Bestuurslid van de Provinciale Sportraad van Zuid-Holland van 1977 tot 1996.

### Maatschappelijke loopbaan
- 1998 – 2002 Nederlands Centrum voor Dopingvraagstukken te Rotterdam: Directeur[4]
- 1988 – 1998 NOC*NSF te Arnhem: Hoofd van de Sector Sportaccommodaties (ingenieurs adviesbureau)
- 1969 – 1988 Gemeente Delft: Hoofd van de afdeling sport- en recreatiezaken
- 1992 – 2016 Eurosport: Freelance televisiecommentator

### Overlijden
Van der Kruk overleed op 4 juni 2020 na een kort ziekbed in het ziekenhuis van Delft.

## Nederlandse kampioenschappen gewichtheffen
| Onderdeel     | Jaar                         |
| ------------- | ---------------------------- |
| gewichtheffen | 1964, 1965, 1967, 1968, 1969 |

## Nederlandse kampioenschappen atletiek
| Onderdeel   | Jaar                   |
| ----------- | ---------------------- |
| kogelstoten | 1964, 1965, 1967, 1969 |

## Persoonlijke records gewichtheffen
| Onderdeel | Prestatie | Datum            | Plaats       |
| --------- | --------- | ---------------- | ------------ |
| drukken   | 168 kg    | 30 november 1968 | Scheveningen |
| trekken   | 143 kg    | 29 juni 1968     | Den Haag     |
| stoten    | 187,5 kg  | 19 oktober 1968  | Mexico-Stad  |
| totaal    | 487,5 kg  | 19 oktober 1968  | Mexico-Stad  |

## Persoonlijke records atletiek
| Onderdeel    | Prestatie       | Datum             | Plaats     |
| ------------ | --------------- | ----------------- | ---------- |
| kogelstoten  | 17,09 m (ex-NR) | 24 juni 1967      | Kopenhagen |
| discuswerpen | 47,92 m         | 16 september 1962 | Delft      |

## Palmares

### kogelstoten
- 1961:  NK - 14,25 m
- 1963:  NK - 15,19 m
- 1964:  NK - 15,69 m
- 1965:  NK - 16,09 m
- 1966:  NK - 15,45 m
- 1967:  NK - 16,65 m
- 1969:  NK - 15,79 m

### discuswerpen
- 1962:  NK - 45,69 m
- 1967:  NK - 45,00 m

## Onderscheidingen
- 1978: National Honour Medal van de European Weightlifting Federation
- 1981: Unie Erekruis in goud van de Koninklijke Nederlandse Atletiek Unie
- 1983: Ridder in de Orde van Oranje-Nassau[5]
- 1986: National Honour Medal van de International Weightlifting Federation
- 1987: Erelid van de Koninklijke Nederlandsche Krachtsport Bond
- 2007: Erelid van de Delftse Atletiek Vereniging AV’40

## Publicaties
Van der Kruk heeft de volgende publicaties op zijn naam staan:
- De Top 500, De beste Nederlandse sporters van de eeuw (1999), Premium Press BV Publishers ISBN 90 76574 04 9
In dit boek publiceerde hij de biografieën van drie krachtsporters.
- 100 Jaar krachtsport in 17 sterke verhalen (2003)
Een boek ter gelegenheid van het 100-jarig bestaan van de Koninklijke Nederlandse Krachtsport en Fitnessfederatie. Hierin nam hij als auteur elf hoofdstukken voor zijn rekening.
- European Weightlifter (2005)
Het officiële orgaan van de European Weightlifting Federation. In dit tijdschrift publiceerde hij ter gelegenheid van het 100-jarig bestaan van de Federation een artikel in de Engelse taal over de geschiedenis van de krachtsport in Nederland.
- Nootdorpse Olympiërs (2008), Uitgeverij Schenk, Nootdorp ISBN 9789073796287
Een boek met de biografieën van een zestal Nootdorpers die ooit aan de Olympische Spelen hebben deelgenomen. Van der Kruk schreef dit boek samen met Ninon Vis.[6]
- Van afzetbalk tot zolendraai. Van Dale Atletiek- en Turnwoordenboek (2008), Uitgeverij Van Dale, Utrecht - Antwerpen ISBN 978 90 6648 922 6
Eerste van een serie sportwoordenboeken, samengesteld door taalkundige, journalist en schrijver Jan Luitzen. Van der Kruk nam hierin de werpnummers van de atletiek en de krachtsport voor zijn rekening.

## Trivia
Van der Kruk was een oom van voormalig discuswerper Pieter van der Kruk en oudoom van Shaquille Emanuelson.
- International Standard Name Identifier: 0000 0003 6880 0875
- Nederlandse Thesaurus van Auteursnamen: 308449347
- Virtual International Authority File: 292038362
- WorldCat: E39PBJyMkfrBbdpxqR83YbBpT3